# Anomala curva
Anomala curva är en skalbaggsart som beskrevs av Eugène Benderitter 1922. 
Anomala curva ingår i släktet Anomala och familjen Rutelidae. Inga underarter finns listade i Catalogue of Life.